# Turze (Silésie)
Pour les articles homonymes, voir Turze.
Turze est une localité polonaise de la gmina de Kuźnia Raciborska, située dans le powiat de Racibórz en voïvodie de Silésie.